# Herpesviridae
Gli Herpes Virus o Herpesvirus sono virus a DNA a doppio filamento con simmetria icosaedrica, appartenenti alla famiglia Herpesviridae.
Caratteristica di questa famiglia di virus è quella di non abbandonare più l'ospite dopo la prima infezione e di annidarsi in un tipo di cellula dell'organismo, causando una cosiddetta infezione latente. Questa si verifica in un tempo variabile a seconda del tipo di virus e della sensibilità dell'ospite. Da tale stato di latenza il virus può riattivarsi, anche dopo molti anni, dando luogo a una recidiva della malattia. Gli stimoli che inducono il "risveglio" dell'attività virale possono essere il caldo, il freddo, i traumi, la febbre, gli stress e soprattutto le variazioni dello stato di difesa immunitaria dell'ospite.
Nei virioni, di 120-200 nm di diametro, si distingue il core, contenente il DNA, il capside a simmetria icosaedrica, il tegumento di natura proteica e l'envelope.
La replicazione e i processi di sintesi proteica avvengono totalmente all'interno del nucleo della cellula ospite. La replicazione virale comporta la sintesi di 3 classi di geni virali (immediate early, early e late), trascritte in sequenza ordinata dall'enzima cellulare RNA polimerasi II. Il ciclo di replicazione è la causa della comparsa, all'interno della cellula, di caratteristiche inclusioni intranucleari eosinofile. L'incapsidamento avviene pure all'interno del nucleo della cellula; il tegumento e l'envelope invece si formano a partire dalla membrana cellulare durante la fuoriuscita per gemmazione dei virioni.

## Tassonomia
La famiglia Herpesviridae viene suddivisa in tre sottofamiglie in base al loro sito di latenza: 
1. Alphaherpesvirinae (Virus dell'Herpes simplex 1 e 2, Virus della varicella-zoster); sede di latenza: terminazioni nervose del SNC
2. Betaherpesvirinae (Cytomegalovirus, HHV6, HHV7); sede di latenza: endotelio e epitelio di ghiandole salivari e tubuli renali
3. Gammaherpesvirinae (virus di Epstein-Barr, HHV8); sede di latenza: cellule linfoidi.

Alla famiglia va aggiunta anche la specie Iguanid herpesvirus 2, non assegnata a nessuna sottofamiglia.

## Virologia clinica
Tutti gli herpes virus sono responsabili di infezioni produttive e litiche, che dopo una fase florida più o meno lunga a seconda della reattività del soggetto infetto, si trasformano in infezioni latenti. Il sito di latenza è differente per ogni sottofamiglia di herpes virus, ma si tratta sempre di zone dell'organismo protette da una costante aggressione del sistema immunitario, cosa che rende l'eradicazione di questi virus dal soggetto infetto praticamente impossibile. Tra gli stimoli che possono causare la riattivazione di un'infezione latente abbiamo la luce ultravioletta, l'immunodepressione e i traumi (HSV, VZV), i trapianti (CMV), l'utilizzo della ciclosporina A e l'infezione da HIV (EBV).
Gli Herpesvirus sono strettamente specie-specifici; solo l'Herpes B della scimmia può occasionalmente attaccare l'uomo provocando una encefalite spesso ad esito infausto. Gli Herpesvirus umani, cioè quelli che attaccano l'uomo, o Human Herpes Virus, sono indicati con la sigla HHV. Attualmente sono noti otto Herpesvirus umani:
| Nome  | Sinonimi                                                  | Sottofamiglia | Patologie                                                                        |
| ----- | --------------------------------------------------------- | ------------- | -------------------------------------------------------------------------------- |
| HHV-1 | Herpes simplex di tipo 1 (HSV-1)                          | Alpha         | Herpes orale/genitale/altri (principalmente orale)                               |
| HHV-2 | Herpes simplex di tipo 2 (HSV-2)                          | Alpha         | Herpes orale/genitale/altri (principalmente genitale)                            |
| HHV-3 | Virus varicella-zoster (VZV)                              | Alpha         | Varicella e herpes zoster                                                        |
| HHV-4 | Epstein-Barr Virus (EBV)                                  | Gamma         | Mononucleosi                                                                     |
| HHV-5 | Cytomegalovirus (CMV)                                     | Beta          | Malattia citomegalica (spesso asintomatica), può dare sintomi simil-mononucleosi |
| HHV-6 | Herpesvirus umano 6                                       | Beta          | Sesta malattia                                                                   |
| HHV-7 | Herpesvirus umano 7                                       | Beta          | Sesta malattia, pitiriasi rosea di Gibert                                        |
| HHV-8 | Herpesvirus umano 8, o Virus del Sarcoma di Kaposi (KSHV) | Gamma         | Sarcoma di Kaposi                                                                |